# Sojuz 35
Sojuz 35 (ryska: Союз-35) var en flygning i det sovjetiska rymdprogrammet. Flygningen gick till rymdstationen Saljut 6. Farkosten sköts upp med en Sojuz-U-raket från Kosmodromen i Bajkonur den 9 april 1980. Den dockade med rymdstationen den 10 april 1980. Farkosten lämnade rymdstationen den 3 juni 1980. Några timmar senare återinträdde den i jordens atmosfär och landade i Sovjetunionen.
Landade med besättningen som sköts upp med Sojuz 36